# Young Blood
«Young Blood» (с англ. — «Молодая кровь») — песня, написанная авторским коллективом, состоявшим из Дока Помуса, Джерри Либера и Майка Столлера.
Впервые песня была выпущена в виде сингла группой The Coasters в марте 1957 года (с песней «Searchin’» на стороне «Б»). Песня стала хитом, заняв первую позицию в Rhythm and Blues Chart и достигнув восьмой позиции в чарте The Billboard Hot 100. Данная версия вошла также в альбом The Very Best of the Coasters (1994 год). В списке 500 величайших песен всех времён по версии журнала Rolling Stone версия The Coasters занимает 421-ю позицию.

## Кавер-версии
- Песня входила в ранний репертуар группы «Битлз». Она была одной из песен на кассете с любительской аудиозаписью выступления группы в июле 1962 года, которая выставлялась на продажу на аукционе Сотбис в 1985 году и была куплена Полом Маккартни за 2310 фунтов[3]. 1 июня 1963 года группа записала песню для радиошоу «Pop Go The Beatles» на BBC (передача вышла в эфир 11 июня); основную вокальную партию исполнял Джордж Харрисон[3]. Данная версия вошла в компиляционный альбом Live at the BBC, выпущенный в 1994 году.
- Песня исполнялась вживую Леоном Расселом (в сопровождении Джорджа Харрисона, Эрика Клэптона и Ринго Старра) на Концерте для Бангладеш (1971 год).
- Британская группа Bad Company выпустила «Young Blood» в виде сингла в 1976 году (с песней «Honey Child» на стороне «Б»); данный сингл достиг 20-й позиции в хит-параде The Billboard Hot 100[4]. Песня была включена также в альбом Run with the Pack.
- Карл Уилсон включил кавер-версию песни в свой второй сольный альбом Youngblood (1983 год).
- Актёр Брюс Уиллис записал данную песню для своего дебютного альбома The Return of Bruno (1987 Год).
- Песня вошла в альбом Young Blood Джерри Ли Льюиса (1995 год).
- Песня звучит в бродвейском ревю Smokey Joe’s Cafe (поставлен в 1995 году).